# Lucas Hey
Lucas Boel Hey (* 13. April 2003 in Dragør) ist ein dänischer Fußballspieler. Er spielt beim RSC Anderlecht und ist dänischer Nachwuchsnationalspieler.

## Karriere

### Verein
Lucas Hey wechselte im Jahr 2019 von AB Tårnby in die Jugendabteilung von Lyngby BK – zwei Vereine im Umland von Kopenhagen – und gab am 24. Mai 2021 beim 2:2-Unentschieden im Auswärtsspiel gegen Vejle BK sein Profidebüt in der Superligaen. Lyngby BK stieg zum Ende der Saison 2020/21 aus der Superligaen ab und im dänischen Unterhaus kam Hey zu lediglich zwei Einsätzen, beide an den letzten beiden Spieltagen der Saison. Am Ende der Spielzeit stieg Lucas Hey mit seinem Verein wieder in die Superligaen auf. Dort kam er in der regulären Saison zu zehn Einsätzen, in der Abstiegsrunde gelang ihm der Durchbruch, als er sich als Innenverteidiger einen Stammplatz erkämpfen konnte und in allen zehn Partien durchspielte. Hey gelang mit Lyngby BK schließlich der Klassenerhalt. Im August 2023 wechselte er zum FC Nordsjælland.
Mitte Januar 2025 wechselte er zum belgischen Erstdivisionär RSC Anderlecht, bei dem er einen Vertrag bis zum Ende der Saison 2028/29 unterschrieb. Dort bestritt er im Rest der Saison alle 18 mögliche Ligaspiele, zwei Pokalspiele und zwei Spiele in der Europa League.

### Nationalmannschaft
Lucas Hey ist dänischer Nachwuchsnationalspieler und kam dabei sowohl für die U19 als auch für die U20 Dänemarks zum Einsatz, ehe er am 24. März 2023 bei der 2:3-Niederlage im Testspiel in der türkischen Provinz Antalya gegen die Ukraine sein Debüt für die U21 gab.